# Vitstiftskrokus
Crocus karduchorum är en irisväxtart som beskrevs av Karl Theodor Kotschy och George Maw. Crocus karduchorum ingår i släktet krokusar, och familjen irisväxter. Inga underarter finns listade i Catalogue of Life.